# Aldabrachelys
Aldabrachelys é o gênero reconhecido para as radiações de tartarugas gigantes de Seychelles e Madagascar, incluindo a Aldabrachelys gigantea.
A tartaruga mais antiga deste gênero, que se acredita ser de uma espécie desconhecida, foi datada em mais de 1000 anos, quando foi encontrada nas Comores.

## Espécies
- †A. abrupta
- †A. grandidieri
- A. gigantea

A. g. arnoldi
†A. g. daudinii
A. g. gigantea
A. g. hololissa